# Łatwy szmal
Łatwy szmal (ang. Quick Change) – amerykańska komedia kryminalna z 1990 roku w reżyserii Howarda Franklina i Billa Murraya. Wyprodukowany przez Warner Bros.

## Opis fabuły
Grimm (Bill Murray) napada na bank wraz z dwojgiem wspólników – znerwicowanym Loomisem (Randy Quaid) i swoją dziewczyną Phyllis (Geena Davis). Uciekają z łupem i chcą jak najszybciej dotrzeć na lotnisko, by wyjechać z Nowego Jorku. Niestety, zaczyna prześladować ich pech.

## Obsada
- Bill Murray jako Grimm
- Geena Davis jako Phyllis Potter
- Randy Quaid jako Loomis
- Jason Robards jako szef Walt Rotzinger
- Tony Shalhoub jako taksówkarz
- Philip Bosco jako kierowca autobusu
- Phil Hartman jako Edison
- Jamey Sheridan jako Mugger
- Stanley Tucci jako Johnny
- Kurtwood Smith jako Lombino

i inni